# Yenimahalle
Yenimahalle ist eine Stadtgemeinde der Provinz Ankara, deren Gebiet sich mit dem des gleichnamigen İlçe (staatlicher Verwaltungsbezirk) deckt. Die Gemeinde gehört zur Großstadtkommune Ankara (Ankara Büyükşehir Belediyesi) und bildet als Stadtteilsgemeinde mit den weiteren Stadtteilsgemeinden Altındağ, Çankaya, Etimesgut, Keçiören und Mamak die Kernstadt, den geschlossenen Siedlungsraum von Ankara. Bebauungsmäßig mit dieser Kernstadt zusammengewachsen sind die verstädterten Gemeinden Pursaklar und Sincan. Die weiteren Gemeinden der Provinz Ankara gehören zwar ebenso zur Großstadtkommune Ankara, bilden aber räumlich getrennte Siedlungen jenseits des Autobahnrings um Ankara und haben ungeachtet der verwaltungstechnischen Zuordnung zum Teil den Charakter kleinstädtischer Zentren ländlicher Bezirke erhalten.
Das Gebiet von Yenimahalle ist seit der Abtrennung des İlçe Etimesgut (1990) in zwei Teilflächen geteilt.

## Entwicklung
Yenimahalle ist, worauf schon der Name (deutsch: Neues Stadtviertel) hinweist, eine sehr junge Gemeinde, auch wenn nun die Einwohnerzahl bei weitem den Rahmen eines mahalle gesprengt hat. Ein solches hat meist eine Einwohnerzahl von unter 10.000 Einwohnern, auch solche mit Einwohnerzahlen unter 1000 sind keine Seltenheit. Lediglich in Großstädten kann die Einwohnerzahl bei einigen zehntausend Einwohnern liegen. Die Mahalles der Provinz Ankara haben nach den Erhebungen für 2020 Einwohnerzahlen zwischen 11 und 81.657 Einwohnern (Karapürçek Mah.). So liegt denn derzeit die Zahl der zu Yenimahalle gehörenden Mahalles bei 57 (2013 noch 65), das größte Mahalle hier ist Turgut Özal (56464 Einw.). Die Bevölkerung besteht zum größten Teil aus Arbeitern und öffentlich Bediensteten.
Um die Wohnungsnot in den 1940er Jahren in Ankara zu lindern, wurden in den Jahren 1946–1949 vom damaligen Bürgermeister von Ankara, Dr. Ragıp Tüzün, initiierte Planungsarbeiten für die Gründung der neuen Siedlung durchgeführt. Es sollte Siedlungsraum für die weniger begüterten Arbeiter- und Beamtenfamilien geschaffen werden. 1949 wurde mit dem Bau begonnen. Ein eigenes Gesetz enthielt Bestimmungen wie über den Landerwerb durch die Stadt, den Kreis der Begünstigten, Bauverpflichtungen und steuerliche Erleichterungen.
1957 wurde Yenimahalle Zentrum eines eigenen İlçe. 1966 wurde der Bucak Etimesgut aufgelöst und nach Yenimahalle eingegliedert, 1990 aber wieder als eigene Gemeinde und eigenes İlçe aus Yenimahalle ausgegliedert. 1983 wurde der Bucak Sincan ausgegliedert und ein eigenes İlçe.
Die im Stadtlogo abgebildete Jahreszahl 1984 dürfte auf das Jahr der Erhebung zur Gemeinde (Belediye/Belde) hinweisen.

## Verwaltung und Wirtschaft
Yenimahalle besteht aus den fünf Stadtteilregionen (türk. Semt Birimi) Karșıyaka. Gazi, Çayyolu, Batıkent und Şentepe, die je einem Koordinator für die zugehörigen Mahalles unterstehen. In Yenimahalle haben sich in größerem Umfang Gewerbe und Industrie angesiedelt. Yenimahalle beherbergt drei größere Gewerbe- bzw. Industriegebiete: İvedik, Ostim (Akronym für Ortadoğu Sanayi ve Ticaret Merkezi, zu deutsch Industrie- und Handelszentrum Mittlerer Osten, das größte Gewerbegebiet der Türkei für Klein- und mittlere Betriebe mit 5000 Betrieben und 50.000 Arbeitnehmern) und Gimat (Akronym für Gıda ve İhtiyaç Maddeleri Ankara Toptancıları, zu deutsch Großhändler von Ankara für Nahrungs- und Bedarfsmittel, nach eigenen Angaben die größte Großhandelszentrale für Nahrungsmittel in Europa und im Nahen Osten). Daneben bestehen noch weitere Gewerbegebiete.
Auf 14.488 ha im Gemeindegebiet wird Landwirtschaft, zumeist Ackerbau (Weizen, Gerste, Kichererbsen, Kartoffeln, Sonnenblumen), auf bewässerten Flächen auch Gemüseanbau betrieben.

## Einrichtungen und Sehenswürdigkeiten

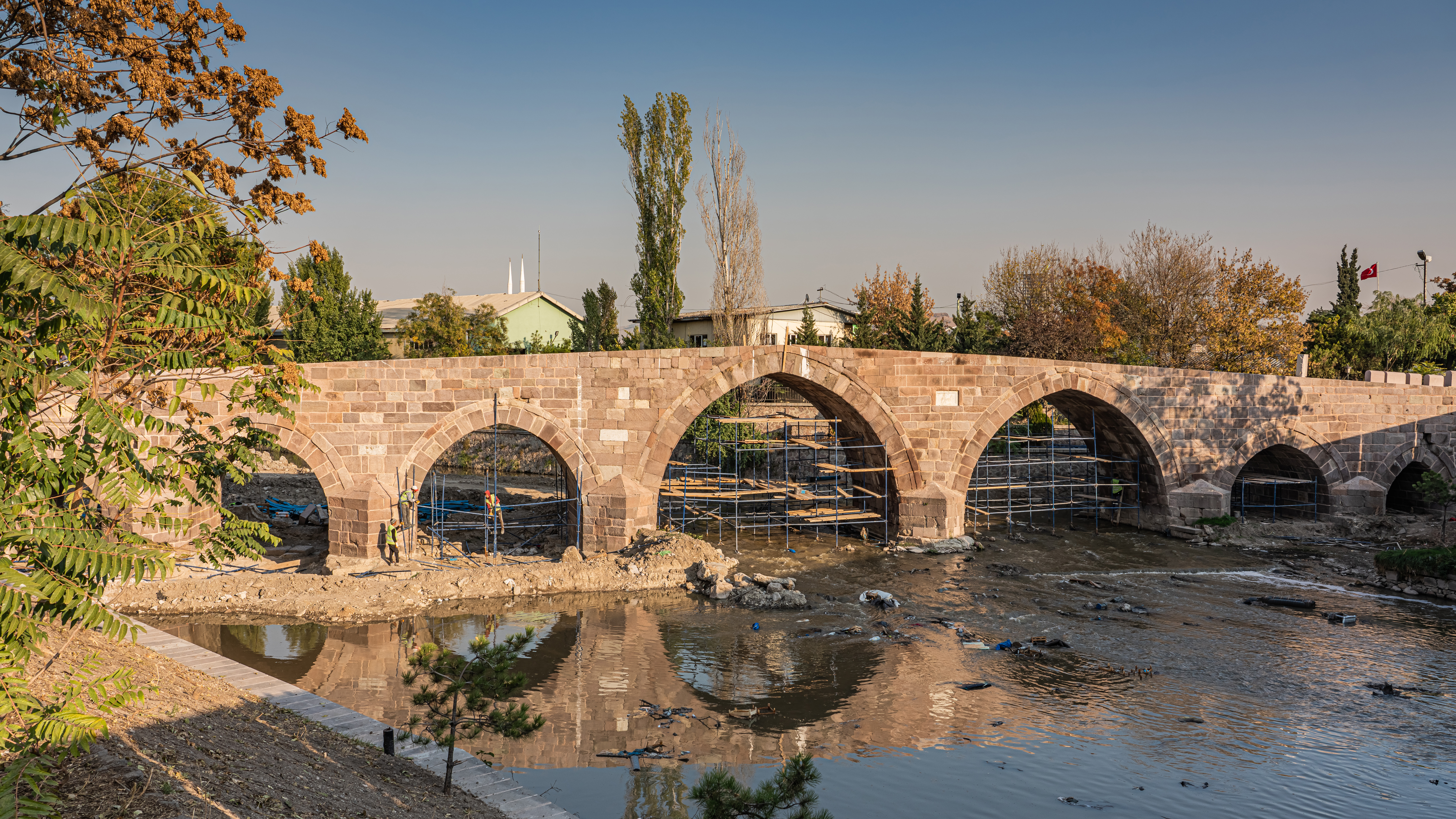
Die Akköprü-Brücke von 1222

An erwähnenswerten Einrichtungen beherbergt Yenimahalle weiter die Ankamall, ein riesiges Einkaufszentrum, den Fernbusbahnhof AŞTİ (Akronym für Ankara Şehirlerarası Terminal İşletmesi), das Cumhurbaşkanlığı Sarayı und das Atatürk Orman Çiftliği, wo früher der zoologische Garten von Ankara angesiedelt war.
Auch wenn Yenimahalle eine junge Stadt ist, hat es ein historisches Bauwerk aufzuweisen: Am Eingang von Yenimahalle vom Stadtzentrum von Ankara aus ist neben der modernen Hauptstraße die Akköprü zu sehen, eine seldschukische Brücke über den Ankara Çayı aus dem Jahr 1222.

## Persönlichkeiten
- Orhan Evci (* 1991), Fußballspieler
- Batuhan Tur (* 1992), Fußballspieler
- Çağrı Tekin (* 1993), Fußballspieler
- Mert Özyıldırım (* 1995), Fußballspieler
- Emre Taşdemir (* 1995), Fußballspieler
- Gökhan Altıparmak (* 2001), Fußballspieler